# Walter Schuricht
Walter Schuricht (* 23. Mai 1878 in Claußnitz; † 14. Oktober 1925) war ein deutscher Maschinenbau-Ingenieur und Unternehmer.

## Ausbildung, Familie
Schuricht absolvierte ein Studium des Maschinenbaus, das er 1904 oder 1905 abschloss. 1905 heiratete er Anna Elisabeth geborene Pressprich aus Plauen, mit der er eine Tochter Annaliese bekam.
pri

## Leben
Bis 1914 war Schuricht Entwicklungs- und Testingenieur bei der Neckarsulmer Fahrradwerke AG. Im Ersten Weltkrieg diente er als Soldat. Nach dessen Ende begann er, als selbständiger Unternehmer Militär-Lastkraftwagen für eine zivile Nutzung umzubauen, bis er 1921 seine eigene Automobilfabrikation begann. Das Automobilwerk Walter Schuricht produzierte in einer kleinen Fabrik in Pasing (heute Stadtteil von München). Bereits 1923 musste er die Selbständigkeit aufgeben, die Bayerisches Automobilwerk AG übernahm sein Unternehmen.
Mit einem selbstgebauten Schuricht-Rennwagen nahm er an Automobilrennen teil, unter anderem im Jahr 1923 am Solitude Rennen.
Sein Fachwissen gab er weiter, indem er einige Bücher schrieb, die zwischen 1907 und 1926 verlegt wurden, und indem er die Süddeutsche Chauffeurschule gründete, in der junge Männern in Praxis und Theorie des Kraftwagenfahrens ausbildet wurden.

## Schriften
- Das Motorrad und seine Behandlung. (= Autotechnische Bibliothek, Band 18.) Verlag Richard Carl Schmidt & Co., Berlin 1907. / ... / 5., völlig umgearbeitete Auflage, Verlag Richard Carl Schmidt & Co., Berlin 1925.
(Reprint der 4., verbesserten Auflage 1918: Kleine Vennekate, Lemgo 2015, ISBN 978-3-935517-81-2.)
Diese Publikation wurde nach Schurichts Tod von anderen Autoren überarbeitet und fortgeführt.
- Die Prüfung des Kraftradfahrers. (= Autotechnische Bibliothek, Band 69.) Verlag Richard Carl Schmidt & Co., Berlin 1925.
- Die Prüfung des Kraftwagenführers. (= Autotechnische Bibliothek, Band 72.) Verlag Richard Carl Schmidt & Co., Berlin 1925.
- Lexikon des Kraftradfahrers. (= Autotechnische Bibliothek, Band 70.) Verlag Richard Carl Schmidt & Co., Berlin 1926.